# Penelopides
Penelopides is een geslacht van vogels uit de familie neushoornvogels (Bucerotidae). Alle vijf soorten in dit geslacht komen alleen voor in de Filipijnen. De mindoroneushoornvogel en de visayaneushoornvogel zijn door de IUCN geclassificeerd als bedreigde vogelsoorten.

## Soorten
Het geslacht kent de volgende soorten:
- Penelopides affinis – Mindanaoneushoornvogel
- Penelopides manillae – Luzonneushoornvogel
- Penelopides mindorensis – Mindoroneushoornvogel
- Penelopides panini – Visayaneushoornvogel
- Penelopides samarensis – Samarneushoornvogel